# Eugenio Gentili Tedeschi

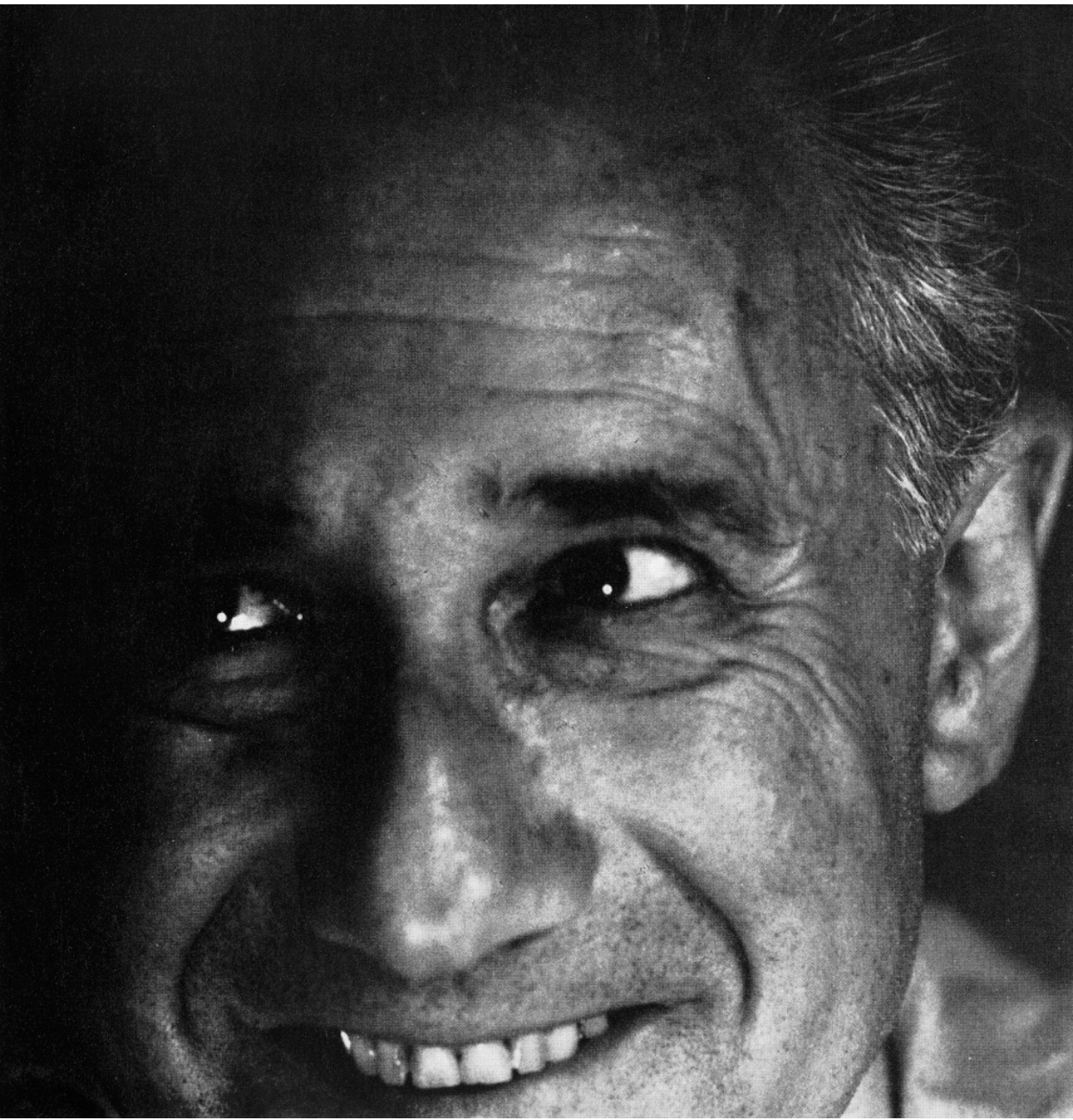
Eugenio Gentili Tedeschi

Eugenio Gentili Tedeschi (* 14. März 1916 in Turin; † 14. April 2005 in Mailand) war ein italienischer Architekt, Designer, Hochschullehrer und Autor.

## Leben
Eugenio Gentili Tedeschi wurde 1916 als Sohn jüdischer Eltern in Turin geboren, wo er auch seine erste Schulausbildung erhielt. Im Jahr 1935 begann er ein Architekturstudium am Politecnico di Torino, das er 1939 mit der Laurea und 1940 mit dem Diplom abschloss. Gleichzeitig war Gentili bis 1941 Schüler des Malers Felice Casorati. Als Student in den späten 1930er Jahren schloss er eine enge und dauerhafte Freundschaft mit dem Chemiker und Schriftsteller Primo Levi. Ab 1941 arbeitete er im Studio von Gio Ponti, einer der damals führenden italienischen Designer bis Gentili 1943 aufgrund seiner antifaschistischen Untergrundaktivitäten aus Mailand flüchten musste und war mit Primo Levi im Widerstand aktiv war.
Im Frühjahr 1945 zog er nach Rom, wo er zusammen mit Bruno Zevi und anderen Architekten die erste Architekturzeitschrift Metron Magazine, die nach dem Krieg in Italien herausgegeben wurde, gründete. 1946 eröffnete er sein eigenes Büro in Mailand, das Studio Eugenio Gentili Tedeschi. Er nahm 1947, 1951 und 1954 an der Mailänder Triennale teil und wurde schließlich Mitglied des Vorstands, in dem er viele Jahre lang aktiv blieb. Er lehrte ab 1955 am Polytechnikum Mailand und wurde 1959 zum Professor für Design und 1964 zum Professor für Architektonische Komposition ernannt. 1961 unterstützte er Piera Peroni bei Aufbau der Zeitschrift Abitare. Er war an zahlreichen Wiederaufbauprojekten der Nachkriegszeit beteiligt und nahm an verschiedenen Architekturwettbewerben teil. In dieser Zeit gewann er in Zusammenarbeit mit anderen Architekten 1953 den Auftrag für den Mailänder Hauptbahnhof und 1957 mit den Architekten Minoletti und Tevarotto den Wettbewerb für den neuen Bahnhof Porta Garibaldi in Mailand, der 1963 fertiggestellt wurde. Weitere bemerkenswerte Projekte waren der Industriekomplex ItalFarmaco, für den er den ersten Preis (ex aequo mit Projekten von Mangiarotti und Magistretti) des italienischen Nationalen Architekturinstituts erhielt, wie auch ein Komplex von elf Gebäuden für das Nationale Forschungsinstitut in Bologna.

## Schriften
- Elementi di Architettura, Tamburini Mailan, 1965.
- I componenti della progettazione, Franco Angeli Mailand, 1980.
- Uno spazio per l’architettura, Franco Angeli Mailand, 1982.
- La cultura del progetto, Clup, Mailand  1985.
- Milano, i segni della storia, Alinea Mailand, 1988.
- Il Design: un approccio metodologico, Città Studi Mailand, 1992.
- mit G. Denti: Le Corbusier a Villa Adriana, Alinea Florenz, 1999.
- Testimonianze, Alinea Florenz, 2006.